# Jesper Parnevik
Jesper Parnevik (* 7. März 1965 in Danderyd bei Stockholm) ist ein schwedischer Profigolfer.

## Werdegang
1986 wechselte Parnevik ins Profilager und bespielte ab 1989 die European Tour, der er bis 1995 angehörte. Danach wechselte er zur nordamerikanischen PGA TOUR. Seinen ersten Turniersieg errang er dort 1998 bei den Phoenix Open.
Bislang verzeichnete Parnevik vier Turniersiege auf der European Tour und fünf auf der PGA Tour. Im Ryder Cup spielte Parnevik in drei aufeinanderfolgenden Begegnungen von 1997 bis 2002 im zweimal erfolgreichen europäischen Team. Für Schweden spielte er zweimal im World Cup und viermal im mittlerweile aufgelassenen Dunhill Cup. Seit 2015 spielt er auf der Champions Tour. Die höchste Platzierung in der Golfweltrangliste war Platz 7 am 14. Mai 2000.
Parnevik wurde auf der PGA Tour in erster Linie neben seinen Erfolgen auch durch sein aufgeklapptes Sonnenschild, das stets hinter dem Ohr eingeklemmte Tee, und die auffallende 70er/80er-Jahre Kleidung berühmt. Dieser extravagante Kleidungsstil veranlasste den Golfautor Dan Jenkins dazu, ihn als „den letzten Kerl zu beschreiben, der im Zirkus aus dem Clownsauto steigt“. Abseits des Golfs machte er mit schrägen Aktionen wie Stromwasserbad und Vulkansand-Diät auf sich aufmerksam. Bekannt ist er auch durch seinen großzügigen Lebensstil, den er mit seinen Freunden teilt.
In der Filmkomödie Who’s Your Caddy? von 2007 spielt er sich selbst.

## Familie
Er ist mit Mia Parnevik verheiratet und hat drei Töchter: Peg (* 1995), Penny (* 1997), Philippa (* 1999) und einen Sohn: Phoenix (* 2001). Die Familie lebt in Jupiter, Florida.
Sein Vater ist der in Schweden überaus populäre Komiker und Entertainer Bosse Parnevik.

## Major Championships
| Tournament            | 1993 | 1994 | 1995 | 1996 | 1997 | 1998 | 1999 |
| --------------------- | ---- | ---- | ---- | ---- | ---- | ---- | ---- |
| Masters Tournament    |      |      |      |      | T21  | T31  | CUT  |
| U.S. Open             |      |      |      |      | T48  | T14  | T17  |
| The Open Championship | T21  | 2    | T24  | T45  | T2   | T4   | T10  |
| PGA Championship      |      | CUT  | T20  | T5   | T45  | CUT  | T10  |

| Tournament            | 2000 | 2001 | 2002 | 2003 | 2004 | 2005 | 2006 | 2007 | 2008 |
| --------------------- | ---- | ---- | ---- | ---- | ---- | ---- | ---- | ---- | ---- |
| Masters Tournament    | T40  | T20  | T29  |      |      | CUT  |      |      |      |
| U.S. Open             | CUT  | T30  | T54  | CUT  |      |      |      |      | T74  |
| The Open Championship | T36  | T9   | T28  | DQ   |      |      |      |      |      |
| PGA Championship      | T51  | T13  | CUT  | T34  | CUT  | T28  | CUT  |      |      |

CUT = Cut nicht geschafft

DQ = Disqualifikation

„T“ = geteilte Platzierung

## European Tour Siege
- 1993 Bell’s Scottish Open
- 1995 Volvo Scandinavian Masters
- 1996 Trophee Lancome
- 1998 Volvo Scandinavian Masters

## PGA Tour Siege
- 1998 Phoenix Open
- 1999 Greater Greensboro Chrysler Classic
- 2000 Bob Hope Chrysler Classic, GTE Byron Nelson Classic
- 2001 Honda Classic

## Champions Tour Siege
- 2016 Insperity Invitational

## Andere Turniersiege
- 1988 Ramlosa Trophy, Odensa Open (beide Schweden), Open Passing Shot (Frankreich)
- 1990 Swedish Open International Stroke Play
- 1997 Johnnie Walker Super Tour

## Teilnahmen an Teambewerben
- Ryder Cup: 1997 (Sieger), 1999, 2002 (Sieger)
- World Cup: 1994, 1995
- Alfred Dunhill Cup: 1993, 1994, 1995, 1997
- Europcar Cup: 1988 (Sieger)